# Washington Diplomats
O Washington Diplomats foi uma equipe de futebol dos Estados Unidos, que disputou a North American Soccer League entre 1974 e 1981.

## História
Fundado em 1974, o Washington Diplomats disputou 7 edições da North American Soccer League, tendo conquistado 3 vezes o vice-campeonato da Conferência Leste, além de ter jogado 3 campeonatos de futebol indoor (ficou em segundo lugar na edição de 1975). Em 1980, contratou o holandês Johan Cruijff, que já estava na reta final de sua carreira.
Em 1981, problemas financeiros fizeram o Diplomats ser extinto após o encerramento da temporada (a Madison Square Garden Corp., proprietária da equipe, acumulou dívidas de 6 milhões de dólares), porém voltou à ativa em 1988. A equipe encerrou definitivamente suas atividades em 1991.

## Treinadores
- Dennis Viollet (1974–1977)
- Gordon Bradley (1978–1981)
- Ken Furphy (1981)